# Albert Braine Mayama
Albert Mayama, dit Braine Mayama, est un footballeur international congolais né à Ndjili le 2 février 1938 et décédé le 24 décembre 2019 à Lemba, qui évoluait au poste de milieu de terrain.
Il est le père de l’ancien footballeur Pascal De Wilde.

## Biographie

### Jeunesse au Congo
Albert Mayama est repéré par des recruteur alors qu’il évolue au Vita Club Léopoldville.

### Arrivée en Belgique
Un transfert est conclut pour l’Eendracht Alost qui vient de monter en « Division 1 » belge. Après deux saisons chez les « Oignons », il rejoint La Gantoise.
Mayama porte les couleurs des « Buffalos » jusqu’en 1966 puis, comme plusieurs de ses compatriotes il est rappelé au pays par des directives gouvernementales. La volonté du pouvoir en place à Kinshasa est de constituer une sélection nationale congolaise forte qui a été rebaptisée « les Léopards ». Mayama retrouve le Vita Club.
Il est plusieurs fois international parmi les premiers Léopards. Il devient ensuite entraîneur, notamment de l’équipe de la compagnie « Air Zaïre ».
Comme beaucoup d’anciens internationaux congolais, en dépit des promesses politiques, Albert Mayama meurt dans l’indifférence et dans la pauvreté.

### Arrivée d’un «faux Mayama»
Le transfert de Mayama vers Alost, en 1960 soit l’année précédent l’Indépendance du Congo, mettant du temps à se finaliser et le joueur tardant à se finaliser, certains eurent l’idée d’une plaisanterie. Alost est une ville de carnaval et où l’humour à une place à part entière. En mai 1960, voulant calmer les fanatiques qui s’énervent du retard et/ou voient le mal partout, Willy Bellon se déguise en Africain et se fait passer pour Mayama. Un comité d’accueil est délégué à la gare locale pour accueillir le joueur qui est ensuite achemine au centre-ville en autocar, en vue d’une réception dans un café.... où la supercherie est découverte dans de grands éclats de rire. Albert Mayama, le vrai cette fois, arrive à Alost quelques semaines plus tard. Il n’est pas certain que de nos jours, une telle plaisanterie soit appréciée de la même manière.

## Palmarès
ARA La Gantoise
- Coupe de Belgique (1) :
  - Vainqueur : 1963-64.